# Israëlische Westoeverbarrière

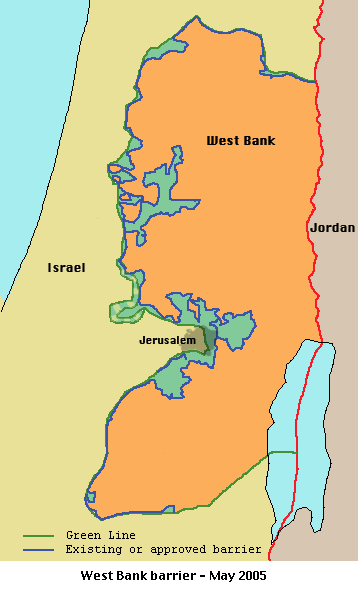
De Westelijke Jordaanoever met de route van de barrière (mei 2005)

De Israëlische Westoeverbarrière of Israëlische muur is een door Israël vanaf 2002 gebouwde grensbarrière van bijna 10 meter hoge betonnen muren, torens en controleposten, wegen, hekken, prikkeldraad en greppels van circa 620–760 km lang. Deze afscheiding is gebouwd op de, door Israël bezette, Westelijke Jordaanoever van Palestina, voor een klein deel langs de Groene Lijn, maar grotendeels op Palestijns grondgebied. Hij loopt soms dwars door Palestijnse dorpen en gemeenschappen heen en steeds dieper Palestijns gebied in, waarbij hij (illegaal) gebouwde Israëlische nederzettingen bij Israël insluit. Volgens planning zal hij nog verder worden uitgebreid.
De naam van de barrière is onderwerp van discussie. Israël en voorstanders van de bouw van de barrière, gebruiken de term afscheidingshek en veiligheidshek om de barrière aan te duiden. Palestijnen en tegenstanders van de bouw van de barrière noemen het de apartheidsmuur. In de media wordt ook de term Israëlische muur of afscheidingsmuur gebruikt.

## Doel van de barrière

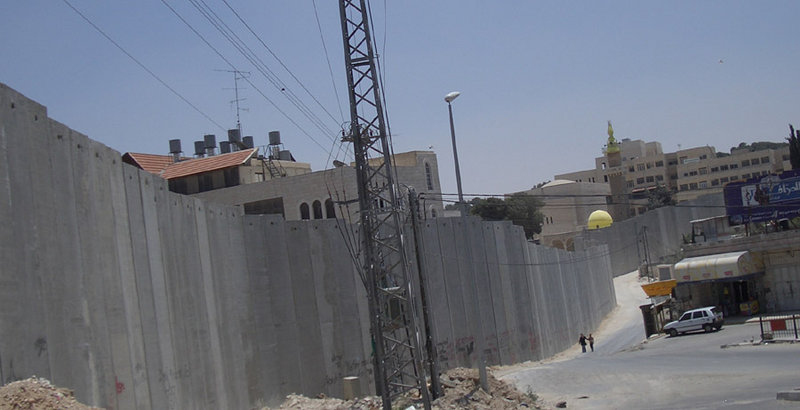
De barrière tussen Abu Dis en Oost-Jeruzalem, juni 2004

Het doel van de muur was volgens Israël de beveiliging van Israëlische steden en dorpen tegen terroristen, "om levens te redden". In hun verzet tegen de Israëlische bezetting van de Westelijke Jordaanoever en de Gazastrook werden er namelijk zelfmoordaanslagen door Palestijnen gepleegd in Israël, waarbij burgerslachtoffers vielen. Daarnaast stelde Israël dat een bijkomend doel een vermindering van diefstallen zou zijn. De betonnen muur en gedeeltes van de barrière zouden bedoeld zijn om te voorkomen dat er geschoten werd op Israëliërs. Bovendien zou de barrière de behoefte aan militaire operaties in de Palestijnse gebieden en steden verminderen, waardoor er minder zware veiligheidsmaatregelen nodig zouden zijn dan wel deze sterk verlagen.

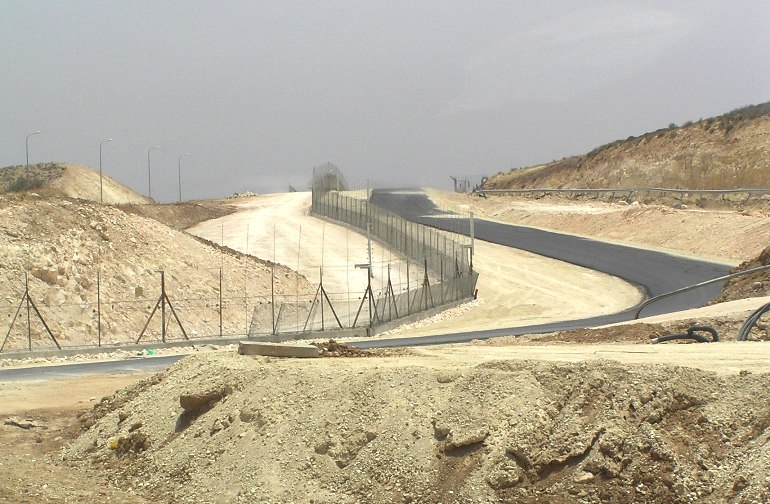
De barrière tussen Hebron en Beër Sjeva (Israël). Deze foto is genomen vanuit Israël richting de zuidwesthoek van Westelijke Jordaanoever, 2006

Volgens tegenstanders is het doel om Palestijns gebied tussen de Groene Grenslijn en de barrière in te lijven. De achterliggende gedachte is demografisch van aard. De route is zodanig gekozen dat zoveel mogelijk land de facto door Israël wordt geannexeerd, met zo weinig mogelijk Palestijnse inwoners. Daarbij maakt de muur het juist moeilijker voor beide partijen om ooit nog tot een overeenkomst te komen. Uiteindelijk zal de complete muur volgens plan bijna 10% van de Westoever hebben afgesneden. Met de omleiding van de muur rond nieuwe en zich uitbreidende Israëlische nederzettingen en hun zogenoemde bypassroads (Israëlische verbindingswegen tussen de nederzettingen) wordt dit geannexeerde gebied allengs groter. Daarnaast worden de Palestijnen uit een groot deel van de Westoever geweerd door gebieden aan te wijzen als zogenaamde militaire zones.

## De bouw
De bouw van de barrière begon in 2002 tijdens de Tweede Intifada. Sinds de bouw tot 11 maanden daarna zou het aantal aanslagen gedaald zijn met 90 procent. Vervolgens is Israël echter doorgegaan met de bouw op bezet Palestijns gebied. Binnen de muur, op Palestijns gebied trad het Israëlische leger hard op tegen de Palestijnse bevolking die tegen de bezetting en de muur protesteerde. Palestijnse boeren, die door de muur waren afgescheiden van hun agrarisch land met duizenden bomen, werden tegenhouden door militairen van het IDF. Zij dienden in 2004 een petitie in bij het Israëlische Hooggerechtshof, dat oordeelde dat het gebouwde obstakel/muur illegaal was en dat het IDF disproportioneel was opgetreden. De militaire orders werden op een na nietig verklaard.

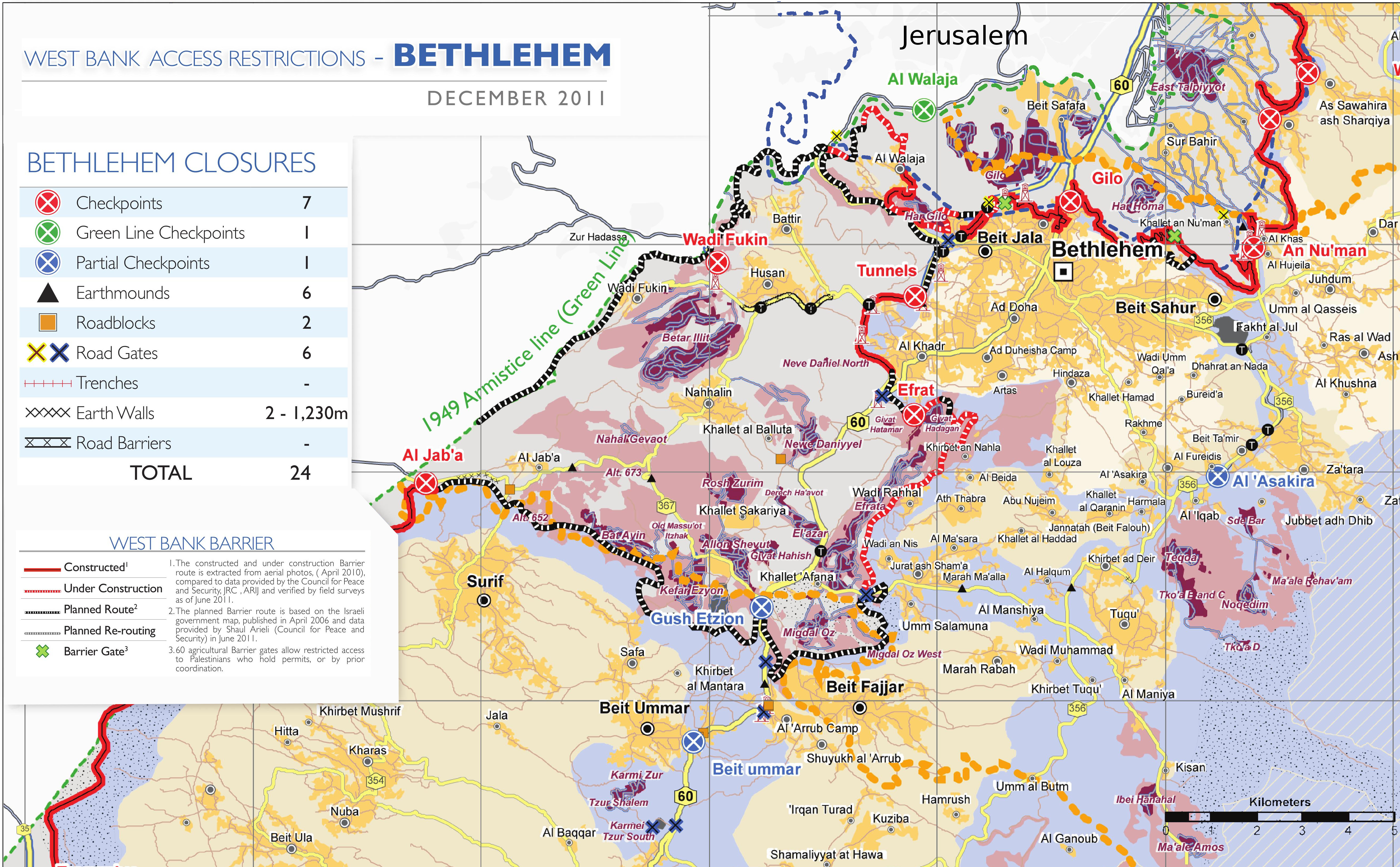
De Westoeverbarrière bij Bethlehem, 2011

In steden als Jeruzalem en Qalqiliya is de barrière een zes à tien meter hoge muur, gebouwd uit beton-elementen met wachttorens en camera's. Soms doorsnijden zij wijken. Bethlehem is in het noorden en westen ommuurd en in het zuiden omringd door nederzettingen.

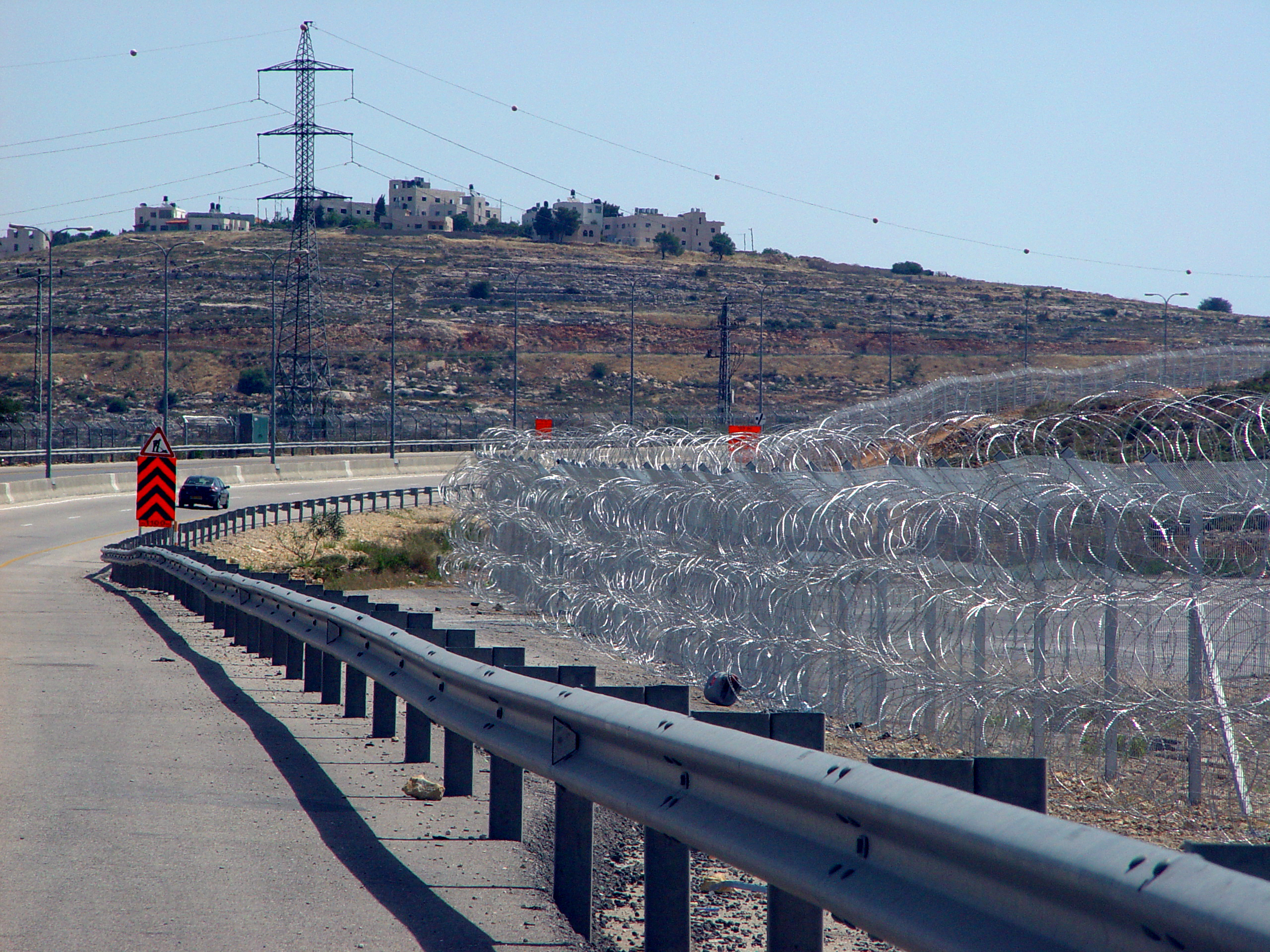
Route 443 bij knooppunt Giv'at Ze'ev met piramidevormige stangen en prikkeldraad, 2010

Het grootste gedeelte van de barrière bestaat uit een hek, voorzien van prikkeldraad, een greppel van vier meter diep en op regelmatige afstand een controlepost (checkpoint) van het Israëlische defensieleger (IDF). Deze hekwerkachtige gedeelten zijn gemiddeld 60 meter breed. Daarmee ontnemen zij veel meer Palestijns land dan de betonnen muren.
In 2017 stond er 70 km aan betonnen muur, oftewel 15% van de gerealiseerde lengte. Uiteindelijk zal de voltooide barrière volgens plan bijna 10% van de Westoever hebben afgesneden. Aan Palestijnse kant wordt hierover gezegd, dat een hekwerk dan gemakkelijker kan worden verplaatst in het kader van een flexibele politiek van confiscatie van land op de Westelijke Jordaanoever ten gunste van de Israëlische kolonisten en dat de Apartheidsmuur past binnen een strategie om de gehele Palestijnse bevolking van de Westelijke Jordaanoever in ommuurde steden bijeen te brengen, teneinde zo meer druk uit te oefenen om hen definitief uit Palestina te doen vertrekken.
De kosten van de bouw worden geraamd op 2 tot 2,8 miljard Amerikaanse dollar. Volgens critici maken deze kosten het niet aannemelijk dat Israël de volgens hen ingenomen "Seam zone" (zoom- of randzone) zal teruggeven.
Voor de bouwmaterialen van de nederzettingen, de muur en de checkpoints worden door het Mexicaanse bedrijf Cemex in samenwerking met de Israëlische Readymix Industries steengroeven geëxploiteerd op industrieterreinen in nederzettingen op de Westelijke Jordaanoever, zoals Mevo Horon, Mishor Adumim en Atarot. Daarbij is ook Heidelberg Cement er in 2007 met subsidies van Hanson Israel bij betrokken. Ook Nederlandse pensioensfondsen zijn bij de kolonisering en exploitatie betrokken.
Op zijn landkaart heeft Israël sinds 1967 de grenzen met de landen waarvan Israël delen bezet houdt niet weergegeven. Op die kaarten is dus ook niet te zien dat de Israëlische barrière grotendeels op Palestijns grondgebied is gebouwd en stukken daarvan illegaal bij Israël heeft getrokken. Intussen blijft Israël deze zones steeds verder uitbouwen.

## Route en lengte van de barrière
Van de totale lengte van de tot 2018 gerealiseerde 470 kilometer afscheidingsmuur ligt maar 15%, oftewel 70 km op de Groene Lijn, (de wapenstilstandsgrens van 1949 met Jordanië). De overige 85% ligt op Palestijns grondgebied. Vaak loopt hij dwars door dorpen en gemeenschappen heen. Bovendien werden zo'n 11.000 Palestijnen in 32 gemeenschappen gevangen in een soort niemandsland tussen de Groene Lijn en de muur, de "Seam zone", afgesneden van de Westoever. Daarnaast trof ook Palestijnen binnen de gemeentegrenzen van Jeruzalem eenzelfde lot.
In november 2017 was de totale geplande lengte 712 kilometer, meer dan twee keer de lengte van de Groene Lijn, die 320 kilometer lang is. Daarvan was toen circa 65% gereed. Aan 53 kilometer of 7.5% was men nog aan het bouwen. De barrière dringt tot 20 km diep in de Palestijnse gebieden, onder meer om Israëlische joodse nederzettingen, zoals Ariël, in te sluiten.

### De Jeruzalem-barrière

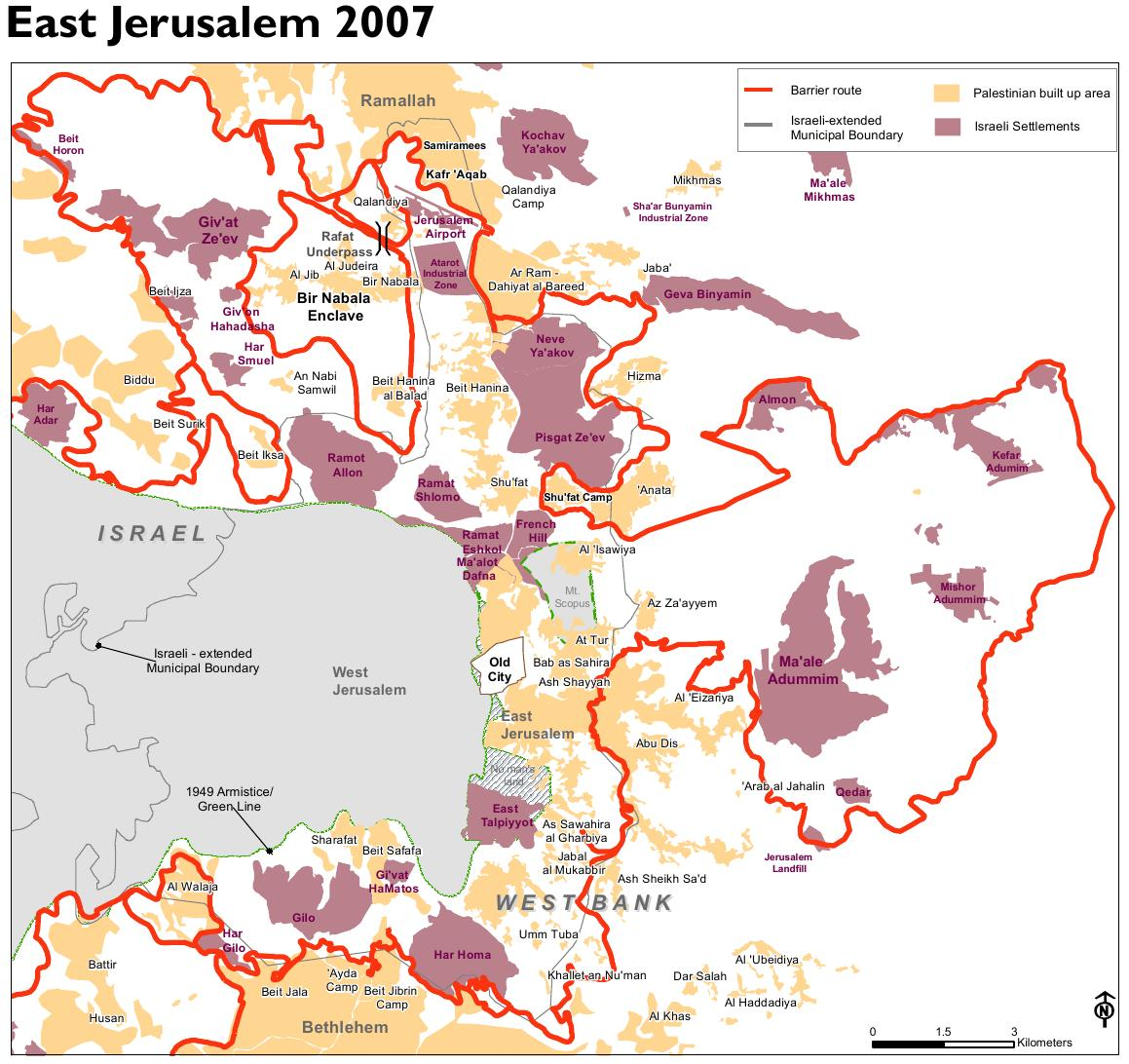
Route van de muur in Oost-Jeruzalem met de facto annexatie van Palestijns gebied (juni 2007)

Een betonnen muur van 202 kilometer slingert rond en door Oost-Jeruzalem. De officiële aanduiding hiervan is "Jerusalem envelope" (Jeruzalem-omhulling). In augustus 2002 werden twee barrières van elk 10 km goedgekeurd. Een noordelijke om Ramallah af te snijden van de hoofdstad en een zuidelijke om Bethlehem te isoleren. In de jaren erna werden deze via een lange slinger met elkaar verbonden, om de stad geheel van de Westoever af te scheiden.

Het E1-plan (roze) tussen Oost-Jeruzalem en Ma’ale Adumim. Grond voor de Jeruzalem-barrière rond het gebied (blauw) werd deels in 2005 gevorderd.

De Jeruzalem-barrière was aanvankelijk bedoeld om te worden gebouwd rond de oostelijke nederzetting Ma'ale Adumim, om zo de tussenliggende E-1 zone, ten oosten van Oost-Jeruzalem te annexeren. Om internationale ophef te vermijden werd besloten hem meer westelijk langs de gemeentegrens te bouwen, met een checkpoint voor de kolonisten om naar Jeruzalem te kunnen reizen.
Met de annexatie van het E1-gebied en de ring van omliggende nederzettingen wordt de Westoever feitelijk in tweeën gesplitst, waardoor een aaneengesloten Palestijnse staat onmogelijk is geworden, nog afgezien van de scheiding tussen Westoever en Gaza. Behalve rond Ma’ale Adumim, ligt de route van de muur ook in het noordwesten en zuiden deels ver buiten de gemeentegrenzen van (geannexeerd) Jeruzalem, waardoor ook hier een groot extra gebied de facto wordt geannexeerd. De grote nederzettingenblokken in een groot gebied rond Oost-Jeruzalem liggen allemaal aan de Israëlische kant van deze muur, maar grotendeels buiten het in 1980 geannexeerde gebied. Door de muur zijn zij feitelijk toch al deel van Jeruzalem geworden. De oostelijke route is anno 2020 nog altijd niet voltooid.

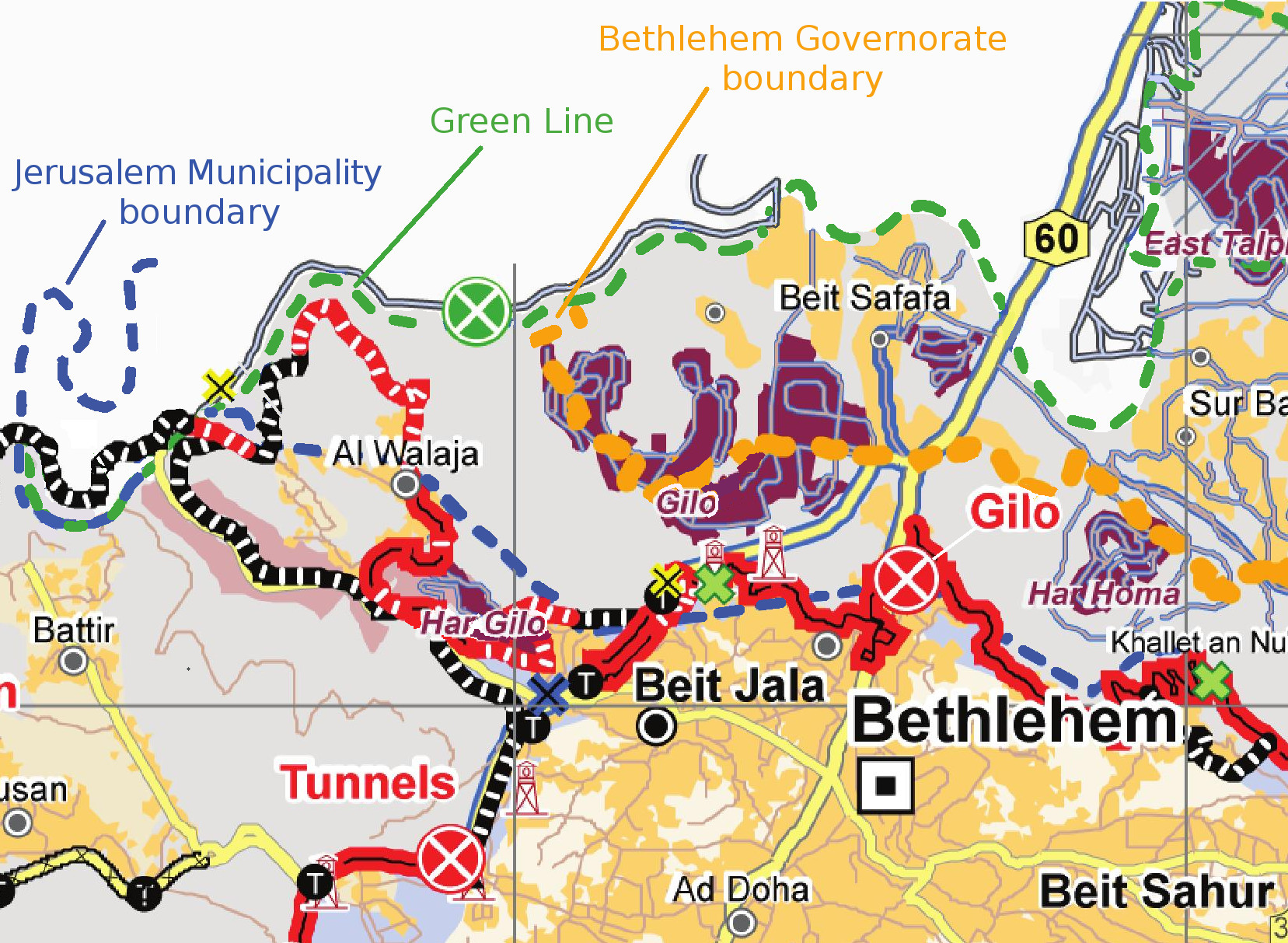
Situatie rond Al Walaja (2011)

Het stadje Anata ligt gedeeltelijk binnen en buiten de gemeentegrenzen van Jeruzalem en is al zijn land kwijtgeraakt door omliggende nederzettingen. Ook al-Walaja wordt doorkliefd door de gemeentegrens en ligt samen met naburige dorpen na voltooiing van de geplande muur in de "Seam zone", verzwolgen door Joodse nederzettingen.

## De Seam zone
De Seam zone (zoom- of randzone) is een reeks afzonderlijke gebieden tussen de Groene Lijn en de Barrière. In totaal betreft het officieel 137.000 dunams (13.700 ha). Het zijn gebieden aan de rand van de bezette Westoever waar Israël bewust veel grote nederzettingen heeft gebouwd. De (geplande) muur loopt veelal ten oosten van deze nederzettingen, zodanig dat Palestijnse woongebieden enclaves zijn geworden tussen de grens met Israël en de nederzettingen en barrière. De bewoners van deze enclaves zijn zodoende afgesneden van de Westoever en kunnen deze alleen nog met toestemming van het leger via een controlepost (checkpoint) bereiken. Na de voltooiing van de geplande barrière zullen 17 Palestijnse steden en dorpen met zo'n 30.000 inwoners binnen de Seam zone liggen, naast de ruim 20.000 Palestijnen in Oost-Jeruzalem. Op andere plaatsen kwamen dorpen net ten oosten van de muur te liggen, terwijl het bijbehorende land westelijk ervan ligt.
De Seam zone is in 2003 tot een "Gesloten Zone" verklaard. Palestijnen mogen alleen in het gebied wonen of het verlaten met toestemming van het leger. Verder hebben alleen Israëli's inclusief kolonisten en Joden in de diaspora (vallend onder de "Law of Return") er krachtens de betreffende militaire order vrije toegang. Ook buitenlandse toeristen mogen de Seam zone bezoeken. In 2009 werd de order ook van toepassing verklaard op delen van de Westoever die verder van de Groene Lijn liggen.

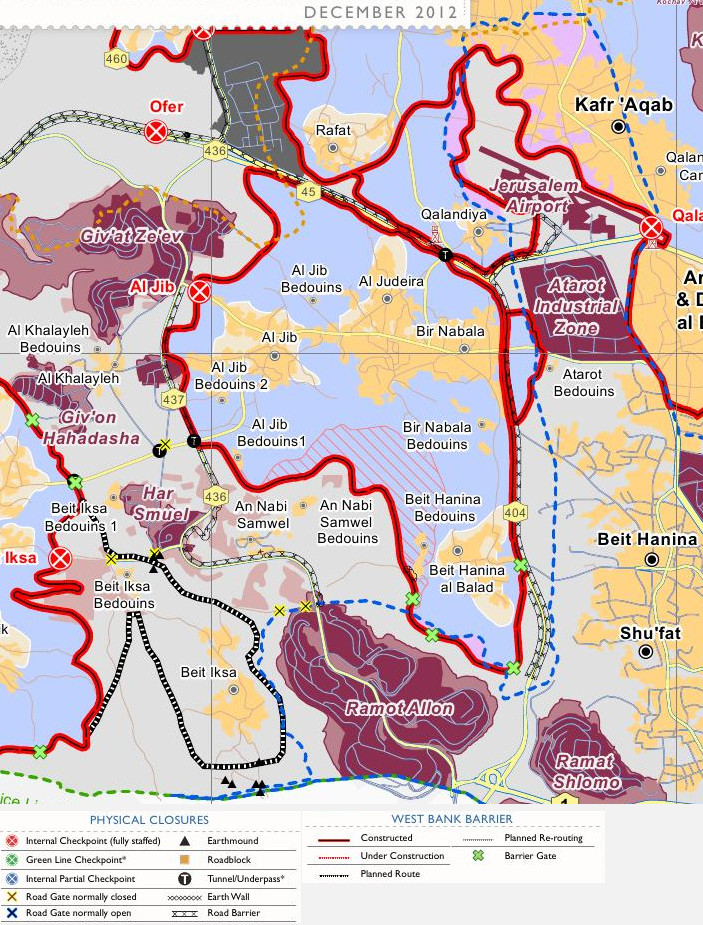
Al-Jib-enclave nabij Oost-Jeruzalem

Voor de Palestijnen ontbreekt hier ieder economisch perspectief, temeer omdat zij omliggende gronden aan de nederzettingen zijn kwijtgeraakt. Zij hebben de keuze tussen verhuizen of via een checkpoint als dagloner of met tijdelijke contracten te gaan werken in Israël of zelfs in de nederzettingen. Sommigen gaan dagelijks illegaal de grens over om naar arbeid te zoeken.
Israël hoopt dat de Palestijnen uiteindelijk van ellende zullen vertrekken, eventueel bij vredesonderhandelingen via een "transfer" van de hele bevolking. Het Internationaal Strafhof ICJ oordeelde in 2004 dat de route vermoedelijk was gekozen om "feiten op de grond" te scheppen en de "Seam zone" de facto te annexeren. De informatie hierover van de staat was vals. Het geannexeerde gebied wordt zo deel van Israël, waarbij het ook in het bezit komt van waterbronnen die traditioneel bij de Palestijnen in gebruik zijn.
Het dorp 'Akkaba en naburige dorpen in het noordwesten van de Westoever liggen net buiten de Seam zone, maar de muur is zodanig gebouwd dat bijvoorbeeld bijna 90% van het bijbehorende land van 'Akkaba in de Seam zone ligt en niet vrij toegankelijk is voor Palestijnen. De eigenaren krijgen alleen beperkte toestemmingen om in oogstperioden korte tijd hun land te betreden.
In 2012 lag meer dan 18.000 hectare landbouwgrond aan de "verkeerde" kant van de muur. In de Biddu-enclave, 8 dorpen zuidelijk van Ramallah, ligt meer dan de helft van hun landbouw- en weidegrond aan de andere kant van de muur. Tussen 2006 en 2009 werd 90% van de aanvragen voor toegang door het militaire bestuur afgewezen.
Over de gehele Seam zone was – voor zover bekend – het afwijzingspercentage voor langere toegangsvergunningen voor de eigenaren in 2018 72%. De redenen waren bijna altijd bureaucratisch en bij maar een paar procent "veiligheidsredenen". Door dit ontmoedigingsbeleid neemt ook het aantal aanvragen af. Sinds 2014 zijn de vergunningen voor familie en kinderen beperkt en vanaf 2017 krijgen eigenaren van kleinere percelen helemaal geen toestemming meer. De meeste toegangspoortjes naar de andere kant zijn bijna het hele jaar gesloten of maar een paar dagen per week open.
Het stadje Barta'a, 3 km noordelijk van 'Akkaba, wordt door de Groene Lijn doorkliefd en ligt deels in Israël en deels in de Seam zone, ingeklemd tussen de grens met Israël en de nederzettingen. De stad Qalqiliya met meer dan 50.000 inwoners en de naburige Habla-enclave zijn als semi-Seam zone uitgesproken voorbeelden. Qalqilya is geheel omcirkeld door de muur en de Habla-regio zal na voltooiing ook helemaal zijn ingesloten. Beide gebieden zijn omringd door nederzettingen en alleen via checkpoints met de Westoever verbonden.
De nederzettingen in de Seam zone zijn rechtstreeks met Israël verbonden. Oost-Jeruzalem is in feite één grote seam zone die door de nederzettingenblokken van de Westoever is afgesneden.

## Gevolgen voor de Palestijnen

### Reisbeperkingen
Israëliërs kunnen meestal zonder problemen de barrière passeren, maar Palestijnen ondervinden hier problemen mee. Hoewel Israël beweert in principe vrije doorgang te verlenen aan Palestijnen, kan Israël besluiten om in speciale omstandigheden de poorten gesloten te houden. Ook kan het aan bijvoorbeeld familieleden van veroordeelde of vermeende terroristen een vergunning voor doorgang weigeren of intrekken. In het algemeen is het voor Palestijnen moeilijk of onmogelijk geworden om bijvoorbeeld familie aan de andere zijde of in de Gazastrook te zien of te bezoeken. Sommigen wordt zonder opgave van reden een vergunning geweigerd.
Zo'n 150 gemeenschappen werden gescheiden van hun landbouwgronden. In de praktijk zijn deze niet meer bereikbaar voor de Palestijnse eigenaren en worden deze landen door de kolonisten in gebruik genomen, of door Israël krachtens oude Ottomaanse wetgeving tot Staatsland verklaard omdat dit dan zogenaamd ongecultiveerd land is. Voor Palestijnse boeren zijn soms speciale, door Israëlische militairen gecontroleerde, toegangspoortjes gemaakt waardoor ze naar hun landbouwgrond kunnen.

### Effecten op de samenleving

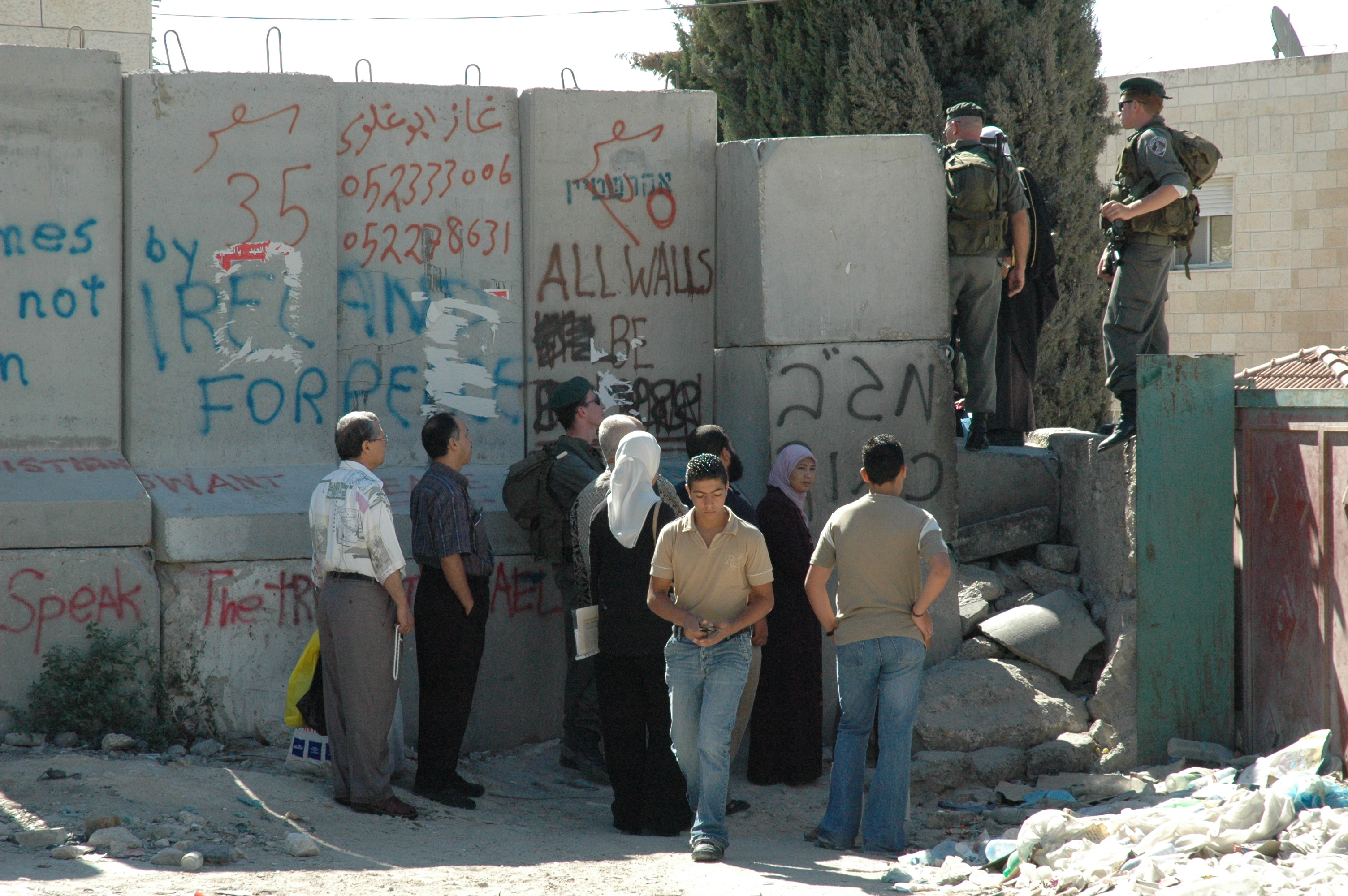
Controlepost bij Abu Dis, september 2006

De barrière belemmert voor de Palestijnen de toegang tot voorzieningen en heeft negatieve gevolgen voor families, levensonderhoud en het sociale leven. De Barrière deelt de Westoever op in kleinere deelgebieden die niet meer rechtstreeks met elkaar zijn verbonden. Dit brengt verregaande schade toe aan het Palestijnse economische verkeer.
Door de fragmentatie moeten mensen in sommige gevallen uren omreizen voor een afstand die voor de komst van de barrière een paar minuten bedroeg. In medische noodgevallen kan die extra reistijd mensenlevens kosten. Wel gelden er specifieke reglementen met betrekking tot de doorgang van medische voertuigen, dit om de kans op het verlies van een mensenleven te minimaliseren.

### Effecten van de Jeruzalem-barrière

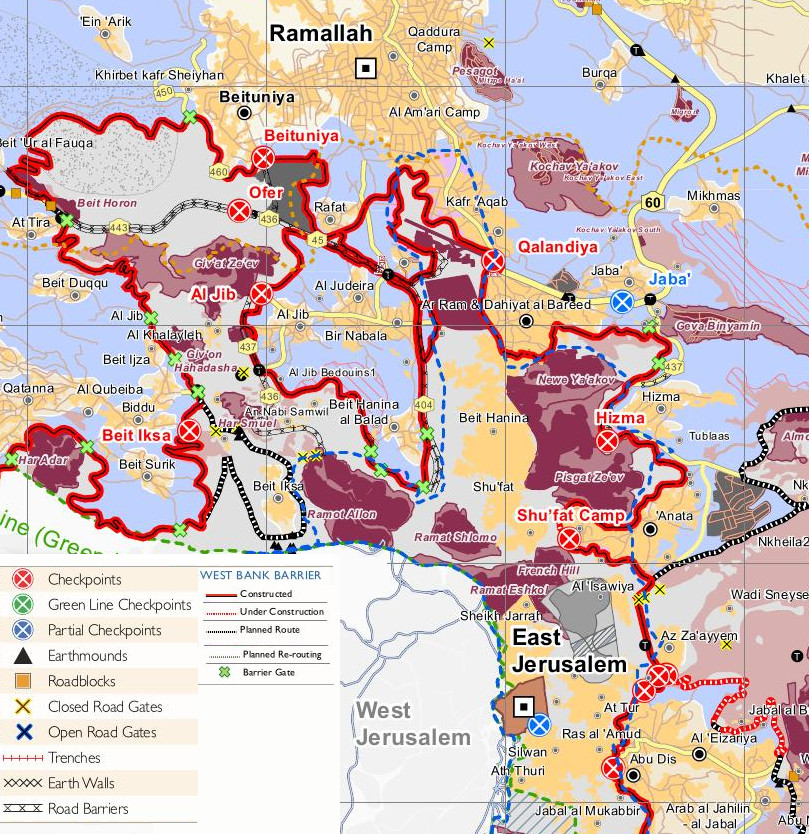
De barrière rond Noordwest-Jeruzalem in 2012

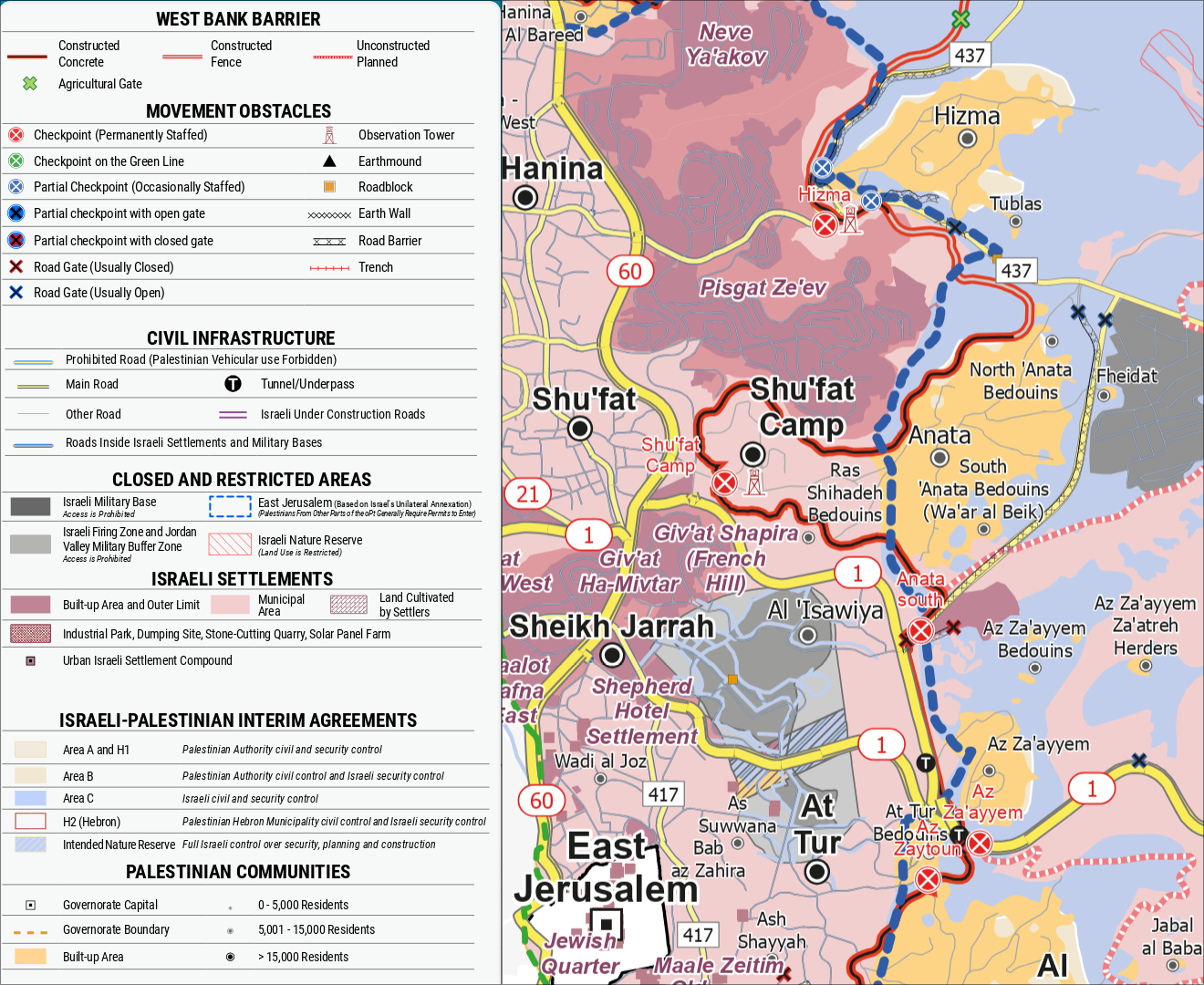
De muur bij Shuafat en Anata

Het grootste gedeelte van de Palestijnen in Oost-Jeruzalem kwam aan de Israëlische kant van de barrière te wonen en is daardoor geïsoleerd van de Westoever. Omgekeerd worden de Palestijnen op de Westoever afgesneden van Jeruzalem. Daarentegen worden zo'n 90.000-140.000 Palestijnen in Jeruzalem die aan de oostkant van de Muur wonen – in het Shuafat vluchtelingenkamp, een deel van Anata en in de noordelijke Kafr Aqab-regio – ook afgesneden van Jeruzalem, voor Shuafat en Anata echter ook zonder vrije toegang tot de Westoever.
Door de bouw van de muur stegen de onroerendgoed-prijzen aan de westzijde van de barrière. De sterk verminderde klandizie betekende het einde van circa 5.000 Palestijnse bedrijfjes. Circa 80% van de Palestijnse inwoners verviel in armoede, drie keer zoveel als de Joodse bevolking.

## Internationale reacties met betrekking tot de barrière

### Verenigde Naties
In oktober 2003 werd een ontwerpresolutie van de Verenigde Naties van de Veiligheidsraad, die de bouw van de barrière waar deze afwijkt van de Groene Lijn illegaal verklaarde, verworpen door een veto van de Verenigde Staten.
Dezelfde resolutie werd in december 2003 aan de Algemene Vergadering van de Verenigde Naties voorgelegd, die deze met overgrote meerderheid van 150 stemmen aannam (4 landen stemden tegen en 10 onthielden zich van stemming). Deze laatste resolutie stelde dat Israël moest stoppen met de bouw en dat het de reeds gebouwde gedeeltes weer moest weghalen. Tevens werd de secretaris-generaal verzocht alle schade te registreren. Hierna werd aan het Internationaal Gerechtshof in Den Haag een advies-oordeel over de barrière gevraagd. Op basis van dat advies nam de VN op 20 juli 2004 een resolutie aan waarin van Israël werd geëist gehoor te geven aan het advies van het Gerechtshof om de bouw van de veiligheidsbarrière stop te zetten, de delen die op Palestijns land zijn gebouwd af te breken en genoegdoening te geven aan Palestijnen wier leven is geschaad door de muur.
Eind 2015 heeft de VN een resolutie aangenomen met de eis aan Israël om de exploitatie van grondstoffen uit de Palestijnse gebieden te stoppen vanwege schade en uitputting van Palestijnse natuurlijke bronnen, en het recht te erkennen van Palestijnen op restitutie. Deze resolutie is eveneens van toepassing op de door Israël bezette gebieden.

### Internationaal Gerechtshof
Van januari tot juli 2004 boog het Internationaal Gerechtshof zich over de legaliteit van de Westoeverbarrière. Israël betwistte de juridische geldigheid van de procedure maar onthield zich van 'verdediging'.
Op 22 februari 2004, tijdens de beraadslaging van het Internationale Gerechtshof, begon Israël een gedeelte van acht kilometer van de barrière te verwijderen. Deze werd hierdoor echter niet onderbroken en inmiddels is een grotere omsluiting gebouwd. De Israëlische regering besloot geen noord-zuid barrière door de Jordaanvallei te bouwen. Op 29 juni 2004 oordeelde het Israëlische Hooggerechtshof dat een gedeelte van het geplande traject van 30 km ten noordwesten van Jeruzalem niet aangelegd mocht worden.
Het Internationaal Gerechtshof achtte in zijn advies-oordeel van 9 juli 2004 de bouw van de barrière een schending van internationaal recht en concludeerde dat de barrière afgebroken moest worden en dat er schadevergoedingen moesten worden betaald aan benadeelde Palestijnen. Israël en de Verenigde Staten verwierpen de uitspraak, de Europese Commissie vond dat de barrière in elk geval gedeeltelijk afgebroken moest worden.
De Israëlische premier Ariël Sjaron beschuldigde het Internationaal Gerechtshof ervan met deze uitspraak de terreur tegen Israël te sanctioneren en gaf op 11 juli 2004 de opdracht door te gaan met de aanleg van het 'veiligheidshek'.
Op 20 juli 2004 nam de Algemene Vergadering van de Verenigde Naties de resolutie aan die de uitspraak van het Internationaal Gerechtshof ondersteunde en de barrière illegaal achtte. 150 landen stemden vóór deze resolutie, 6 landen tegen (Israël, de Verenigde Staten, Australië, Micronesia, de Marshalleilanden en Palau) en 10 landen onthielden zich van stemming. Een resolutie van de Algemene Vergadering is echter niet-bindend en Israël kondigde aan door te gaan met de bouw. Vier maanden na de uitspraak van dit Hof werd de bouw van een van de meest omstreden delen van de Afscheidingsmuur, diep in bezet gebied, bij de nederzetting Ariël hervat. Israël heeft zich verder niets meer van de uitspraak van het ICJ aangetrokken.

### Europese Unie
Alle 25 landen van de Europese Unie stemden unaniem vóór de resolutie, wat onder andere inhoudt "dat zij de verplichting hebben om de illegale situatie die voortvloeit uit de constructie van de barrière niet te erkennen, en om geen hulp of bijstand te verlenen in het handhaven van de situatie die geschapen is door de bouw van deze barrière".
De Europese Unie heeft hier in de praktijk echter nooit consequenties aan verbonden.

### Niet-Gouvernementele Organisaties
Ook vele ngo's hebben zich uitgesproken tegen de Israëlische Westoeverbarrière en steunden de uitspraak van het Internationaal Gerechtshof en de VN-resoluties, waaronder mensenrechtenorganisatie Human Rights Watch.
Het Rode Kruis heeft uitgesproken dat de bouw van deze barrière ook strijdig is met de Conventies van Genève.
Amnesty International verklaarde op 19 februari 2004 dat de barrière een schending vormt van het internationaal recht en bijdraagt aan ernstige mensenrechtenschendingen.
Volgens een rapport van de Wereldbank uit 2007 heeft de bezetting van de Westelijke Jordaanoever de Palestijnse economie verwoest. Economisch herstel zou de afhankelijkheid van internationale hulp met een miljard dollar per jaar verminderen.

## De muur als protest- en kunstobject
De Westoeverbarrière is in Bethlehem, maar ook elders, een object geworden van protesten van internationale artiesten. Roger Waters, de zanger van de rockband Pink Floyd, die bekend werd door het album "The Wall".
De Britse artiest Banksy, maar ook jongerengroepen en pelgrims, uitten hun protest tegen de Afscheidingsmuur op creatieve wijze met graffiti en muurschilderingen.
De barrière is ook het onderwerp van de documentairefilm 5 Broken Cameras. Deze documentaire vertelt de geschiedenis van een Palestijnse boer, Emad Burnat, aan de hand van vijf vernielde videocamera's, waarmee hij opnames maakte van geweldloos verzet tegen de muur in Bil'in en de confrontatie met Israëlische soldaten. Deze documentaire won een prijs op onder meer het IDFA 2011 en een Oscar op 85ste Oscaruitreiking in 2013 voor de beste lange documentaire.

Muurschildering in Bethlehem met Bijbels visioen: Jeruzalem, stad van vrede, moeder van alle volkeren (Psalm 150)
De muur aan de Palestijnse kant, 2009
De muur aan de Palestijnse kant, 2009
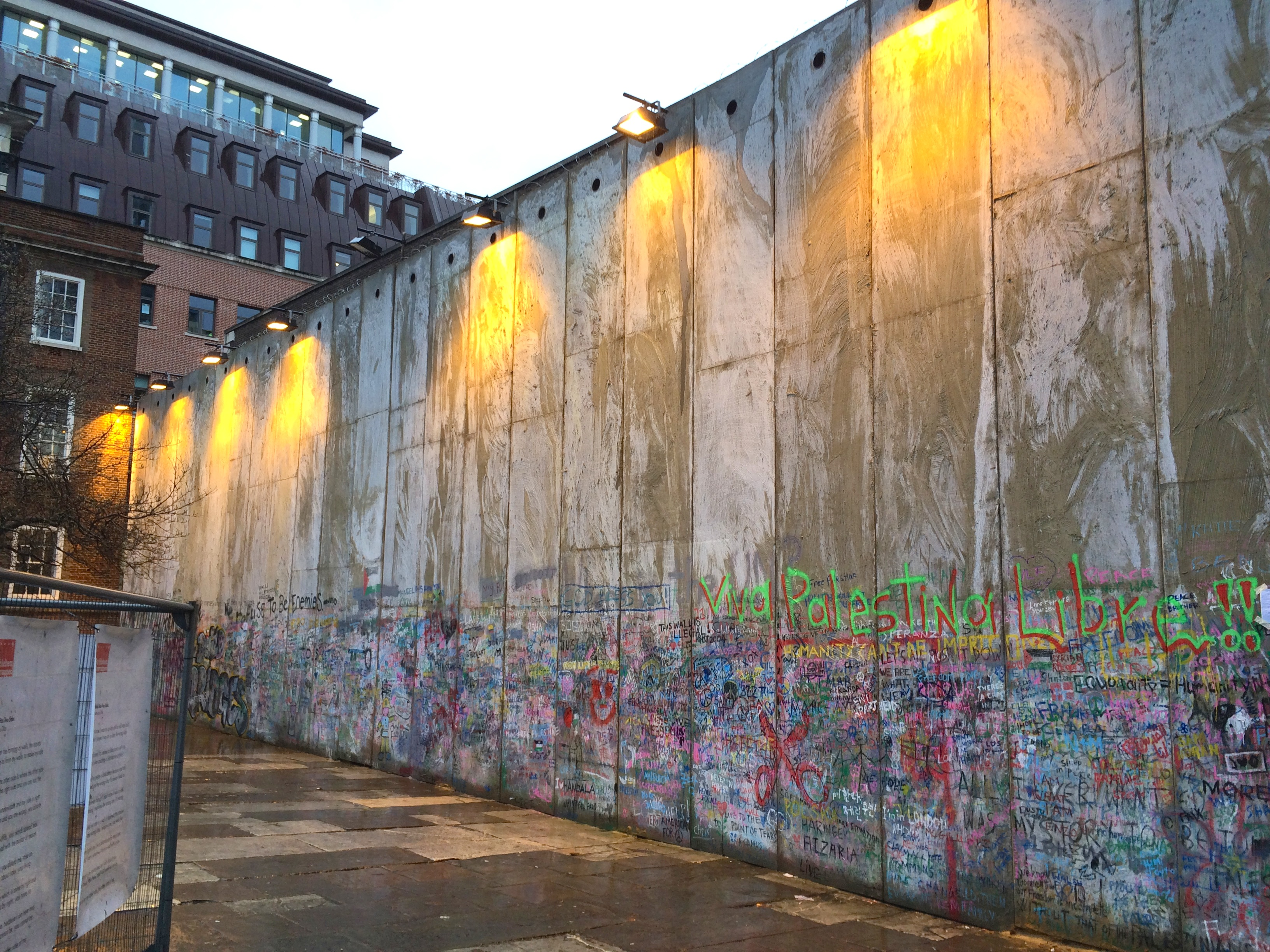
Replica van een stuk Westoeverbarrière, in 2013 in Londen gebouwd als onderdeel van een internationaal protest tegen de Israëlische muur
(Gandhi) Graffiti op de muur bij Qalandia door Banksy, juli 2005 (update 2008)
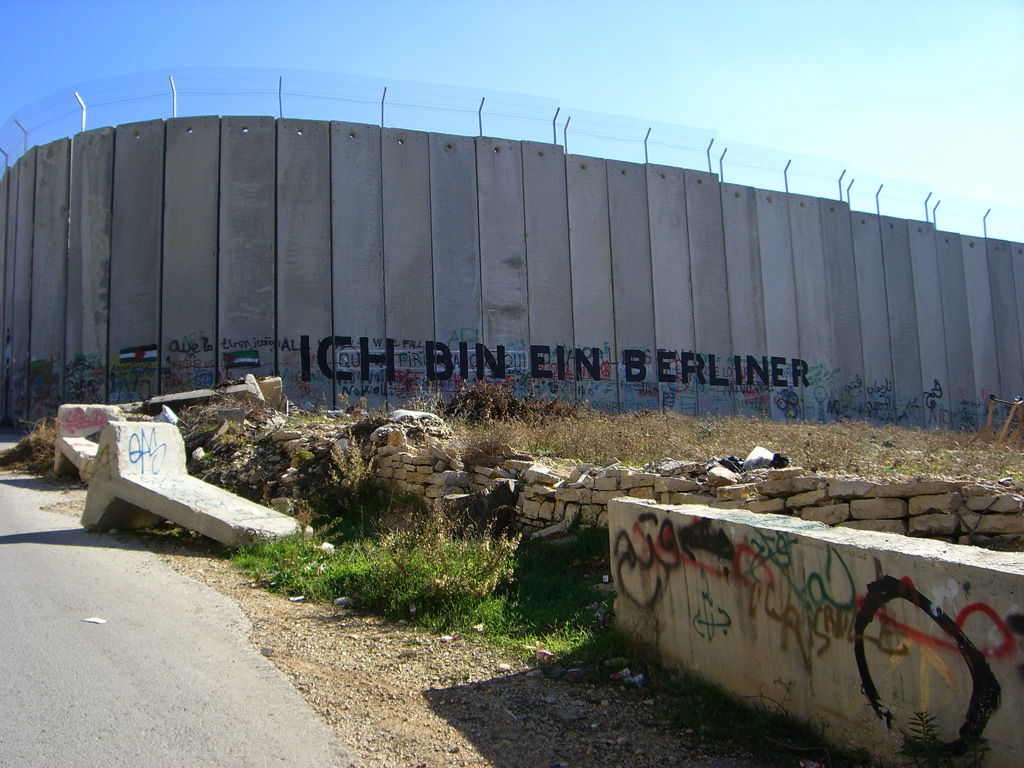
Graffiti op de muur op de weg naar Bethlehem

## Gebeurtenissen tijdens het bouwproces
- In september 2007 bepaalde het Israëlische hooggerechtshof dat de afscheiding bij Bil'in op de Westelijke Jordaanoever verlegd moest worden. Pas op 11 februari 2010 begon het leger met de werkzaamheden voor de verplaatsing, die ervoor moest zorgen dat de bewoners van Bil'in en omstreken een deel 140 hectare -van de 223 hectare landbouwgrond die ze waren kwijtgeraakt- terugkregen. Bil'in was sinds 2005 tot een symbool geworden van geweldloos protest tegen de Afscheidingsmuur. In vele andere plaatsen in Palestina worden dergelijke demonstraties gehouden, waar ook Israëlische mensenrechtenorganisaties aan deelnemen.
- In juli 2012 hervatte Israël de bouw van de muur bij de illegale Israëlische nederzetting Gush Etzion vlak bij Bethlehem. Ook het werk rond een van de grootste nederzettingen, Ma'ale Adumim in Oost-Jeruzalem zou weer opgepakt worden. Volgens een Israëlische radiozender en krant had het werk aan de muur ongeveer vijf jaar stilgelegen vanwege 'geldtekort', 'klachten ingediend door Palestijnen' en 'internationale druk'.[33] De internationale organisatie Oxfam meldde in juli 2012 in het rapport "On the Brink" dat het Israëlische beleid in de Jordaanvallei de ontwikkeling van de Palestijnse economie belet en de levensvatbaarheid van een toekomstige Palestijnse staat vernietigt.[34]
- Op 2 april 2015 werd de geplande uitbreiding van de barrière in het Gouvernement van Bethlehem bij Beit Jala en het klooster van Cremisan in de Cremisanvallei na protesten van lokale bewoners, bisschoppen en een delegatie van vertegenwoordigers van de Europese Unie door het Israëlische Hooggerechtshof geblokkeerd. Op 6 juli 2015 werd deze beslissing echter teruggedraaid en kreeg het Israëlische Ministerie van Defensie toestemming voor de uitbreiding. Hierdoor zal het Vaticaans grondgebied met het oude klooster van de orde van de Salesianen van Cremisan en de daarop wonende gemeenschappen gesplitst worden, en privaat land van 58 overwegend christelijke families afgesneden ten bate van de Israëlische nederzettingen om die over Palestijns grondgebied met elkaar te verbinden[35]
- Op zondag 30 augustus 2015 vielen Israëlische troepen Palestijnse christenen aan die een zondagsmis in Cremisan wilden bijwonen. Zij hielden een processie door de buurten van het district Bethlehem waar de bouw van de muur was hervat en waarbij ongeveer 3500 dunum Palestijns landbouwgrond beplant met zeer oude olijfbomen geconfisqueerd zou worden. Tijdens de demonstratieve tocht werden er traangasgranaten op de demonstranten afgeschoten.[36]